# Héroe del Trabajo Socialista
Héroe del Trabajo Socialista (en ruso Герой Социалистического Труда, transliterado como Guerói Sotsialistícheskogo Trudá) era el título honorífico en la Unión de Repúblicas Socialistas Soviéticas, la máxima distinción para progresos excepcionales en la cultura y economía del país. Creado el 27 de diciembre de 1938 por decreto del Presidium del Sóviet Supremo, era entregado por el mismo Presidium a quienes hubieran contribuido al desarrollo de la industria, agricultura, transporte, tecnología y comercio soviéticos, potenciando así el poderío y la gloria de la Unión. Solo el Presidium podía retirarle el título a alguien.
A los Héroes del Trabajo Socialista les era otorgada la Orden de Lenin, una de las más altas condecoraciones otorgadas por la Unión Soviética, así como un diploma del Presídium del Sóviet Supremo. Con el objeto de distinguir especialmente a los portadores de la distinción, el Presidium introdujo la Estrella de Oro Hoz y Martillo el 22 de mayo de 1940. Se pasó a entregar entonces la medalla junto con la Orden de Lenin y el diploma correspondiente. La medalla siempre se lleva sin cinta, al igual que la medalla al Héroe de la Unión Soviética.
Si un Héroe del Trabajo Socialista volvía a ser merecedor de la distinción, se le otorgaba una segunda medalla Hoz y Martillo. Adicionalmente, se construía en la ciudad natal del Doble Héroe una escultura de su busto en bronce para celebrar la ocasión. Para el 1 de septiembre de 1971, 16.245 personas habían sido premiadas con el título de Héroe del Trabajo Socialista. A su vez, 105 personas habían recibido dos o más medallas Hoz y Martillo.
- Datos: Q208167
- Multimedia: Hero of Socialist Labour / Q208167